# Nepal Sambat
Nepal Sambat (Nepal Bhasa: नेपाल सम्बत) je eden od treh koledarjev, ki se uporabljajo v Nepalu, poleg gregorijanskega in Vikram Samvata in edini ki je nastal v Nepalu.

## Opis
Nepal Sambat je lunarni kalendar. Leto ima v glavnem 354 dni, vsako tretje leto se doda en mesec.
To so meseci Nepal Sambat kolendarja : 
| Devanagari | angleško  | Približen gregorijanski mesec |
| ---------- | --------- | ----------------------------- |
| कछला        | Kachha lā | november                      |
| िंथंला         | Thin lā   | december                      |
| पोहेला        | Pohe lā   | januar                        |
| िसल्ला        | Sil lā    | februar                       |
| िचल्ला        | Chil lā   | marec                         |
| चौला         | Chau lā   | april                         |
| बछला        | Bachha lā | maj                           |
| तछला        | Tachha lā | junij                         |
| िदल्ला        | Dil lā    | julij                         |
| गुंला         | Goon lā   | avgust                        |
| ञंला         | Yen lā    | september                     |
| कौला         | Kau lā    | oktober                       |

## Zgodovina
Po lokalni legendi je koledar nastal, ko je neki Sankhadhar Sakhwa sam odplačal vse dolgove, ki so jih Nepalci dolgovali državi. V čast tega dogodka je bila ustanovljena nova era. Bilo je to v obdobju vladavine kralja Raghabdeva, koledar pa je začel veljati takoj po zaključku Mandev Sambata 304 (881 n. št.).
Era je v uradni uporabi v Nepalu potem trajala 888 let, v obdobjih vladavine rodbin Malla in Rani Shah, vse dokler leta 1769 n. št. Gorkha kralj Prithvi Narayan Shah ni osvojil Katmanduja in Nepal Sambat ukinil ter na njegovo mesto obnovil Shaka Sambat (Vikram Samvat), ki je še danes v uradni uporabi . Vseeno se tudi Nepal Sambat še uporablja saj se večina nepalskih festivalov izvaja po tem koledarju. 